# サタスタ9
サタスタ9（サタスタナイン）は、茨城放送で、2010年4月から2015年3月まで放送されていた生放送のラジオ番組である。

## 番組概要
- カビーとマキのどうよの後継番組として（→「カビーとクラッチのどうよ」の倉田希実子の産休により、途中からアシスタント交代の為に番組タイトルが変更）、2010年4月からスタートする。
- 番組開始時から2010年10月2日まで元NHK水戸放送局キャスターの神原千恵が担当していたが、産休の為、同年10月9日からは田中里実にバトンタッチした。
- 番組開始時から2011年3月までの放送時間は土曜日午前9時から午前11時40分までだったが、2011年4月からは放送時間を1時間20分延長し、午後1時までの放送となった。

## 放送時間
- 土曜日 9：00 - 13：00

## パーソナリティ
田中里実（放送当時は茨城放送アナウンサー）

## かつての放送時間(JST)
- 2010年4月 - 2011年3月　土曜日9：00 - 11：40

## 過去のパーソナリティ
神原千恵（元NHK水戸放送局キャスター。産休により降板）